# Helong
Helong (chinois : 和龙市 ; pinyin : Hélóng shì, en coréen : 화룡시, translittération, Hwaryong si) est une ville-district de la province du Jilin en Chine. Elle est placée sous la juridiction administrative de la préfecture autonome coréenne de Yanbian.

## Démographie

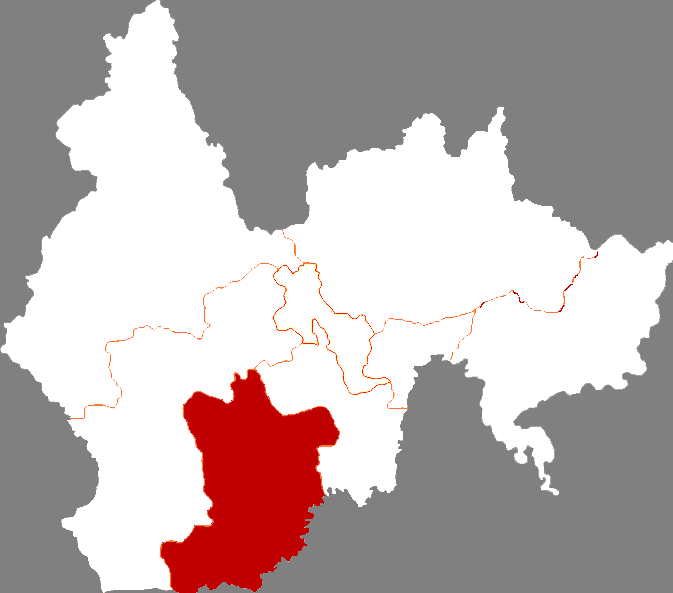
Localisation du district dans la préfecture autonome.

La population du district était de 225 402 habitants en 1999.

## Patrimoine
- Les anciennes tombes de Longtoushan.
- Le site de la capitale de Balhae